# Hypsicalotes kinabaluensis
Genre
Espèce
Synonymes
- Calotes kinabaluensis Grijs, 1937

Hypsicalotes kinabaluensis, unique représentant du genre Hypsicalotes, est une espèce de sauriens de la famille des Agamidae.

## Répartition
Cette espèce se rencontre en Indonésie au Kalimantan, à Sumatra, à Nias et à Sipura et en Malaisie au Sabah, à Penang et à Tioman.

## Étymologie
Son nom d'espèce, composé de kinabalu et du suffixe latin -ensis, « qui vit dans, qui habite », lui a été donné en référence au lieu de sa découverte, le mont Kinabalu.

## Description

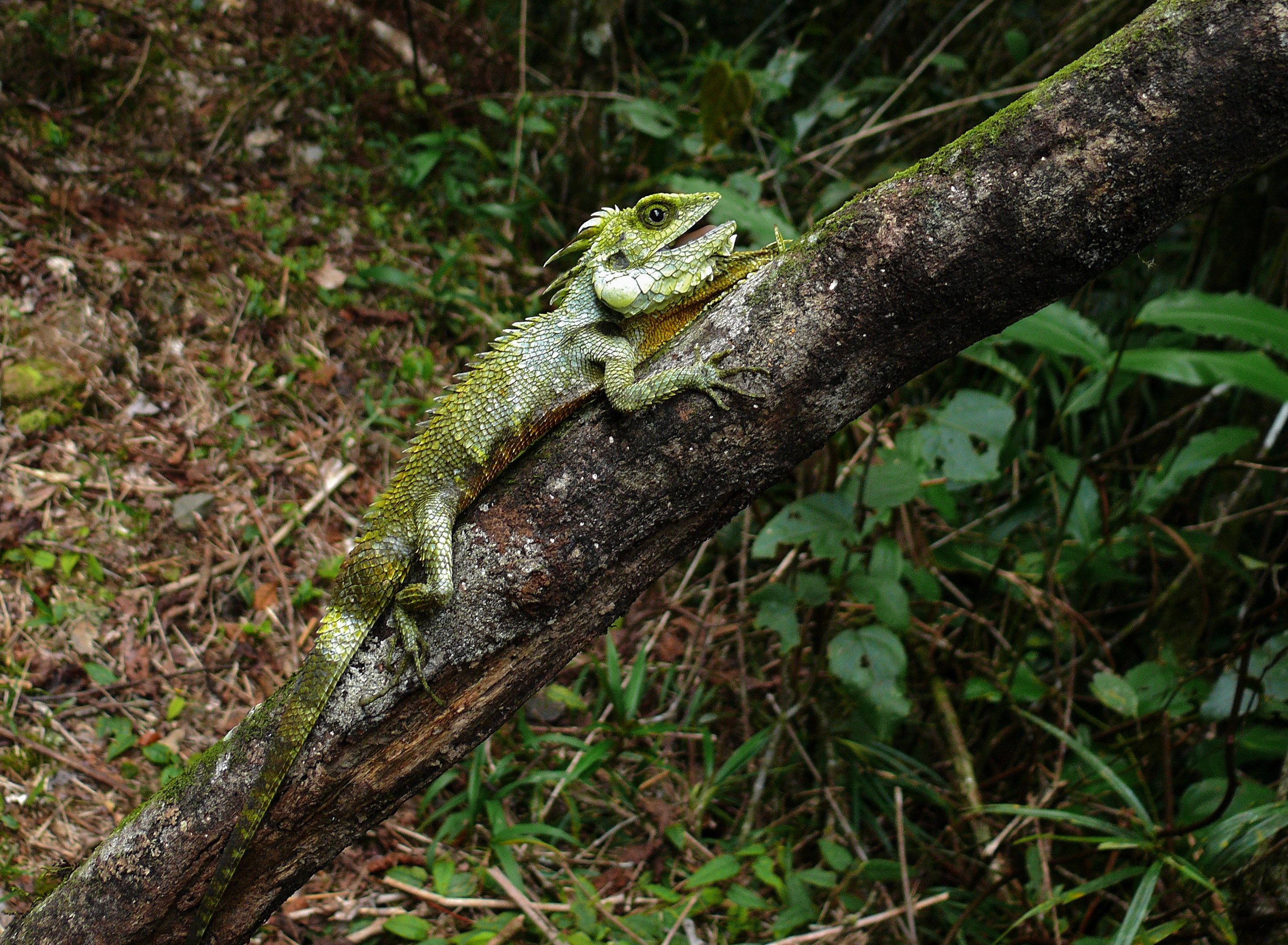
Hypsicalotes kinabaluensis ♂ (Parc national du Kinabalu, Malaisie)

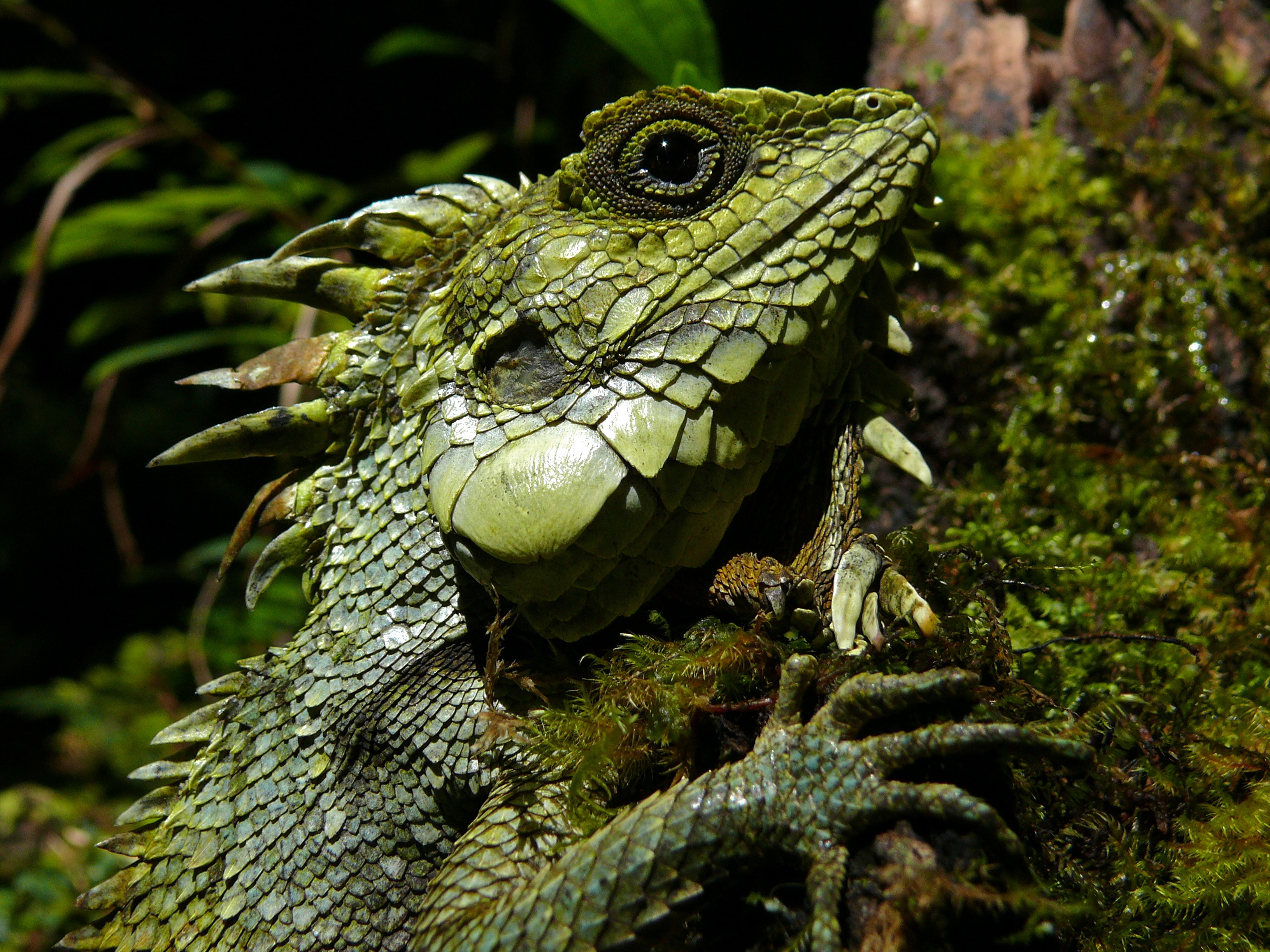
Détail de la tête

## Publications originales
- de Grijs, 1937 : Eine neue Eidechse aus Nord-Borneo: Calotes kinabaluensis. Zoologische Anzeiger, vol. 117, no 1, p. 136-138.
- Manthey & Denzer, 2000 : Description of a new genus, Hypsicalotes gen. nov. (Sauria: Agamidae) from Mt. Kinabalu, North Borneo, with remarks on the generic identity of Gonocephalus schultzewestrumi Urban, 1999. Hamadryad, vol. 25, no 1, p. 13-20.